# یواس‌اس پرووایدنس (۱۷۷۵)
یواس‌اس پرووایدنس (۱۷۷۵) (به انگلیسی: USS Providence (1775)) یک کشتی بود که طول آن ~65 feet بود. این کشتی در سال ۱۷۷۵ ساخته شد.